# 伊塔納拉
伊塔納拉（西班牙語：Itanará），是巴拉圭的城鎮，位於該國東部，由卡寧德尤省負責管轄，面積920平方公里，海拔高度213米，2002年人口2,076，人口密度每平方公里2.26人。
23°45′S 55°30′W / 23.750°S 55.500°W